# علي عيد (لاعب كرة قدم مواليد 2000)
علي أحمد علي حسين عيد (مواليد 21 مايو 2000) لاعب كرة قدم إماراتي يجيد اللعب في الهجوم مع نادي الجزيرة الحمراء.

## مسيرة اللاعب
لعب في نادي النصر ونادي حتا ونادي الذيد ونادي الجزيرة الحمراء.